# Muco
Muco (gruzínsky მუცო) je malá horská historická vesnice na severovýchodě gruzínské oblasti Chevsuretie, která v minulosti plnila funkci strážní a obranné pevnosti. Nachází se v nadmořské výšce 1880 m na svahu na pravém břehu řeky Andaki.
Vesnice je tvořena přibližně 30 opevněnými budovami, čtyřmi věžemi a zříceninami několika budov. Vzhledem k obtížné dostupnosti si zachovala původní vzhled a architekturu, a proto se stává vyhledávaným turistickým cílem. Rekonstrukce vesnice začala v roce 2004, jedná se o památku uvedenou v seznamu nejohroženějších památek v Gruzii.
Z Muca odešla většina obyvatel před více než sto lety, při sčítání v roce 2014 bylo zaznamenáno 15 obyvatel.
Přístupová terénní silnice do vesnice vede ze Šatili podél řeky Andaki a pokračuje dál do Ardoti.